# Fulham Football Club 2010-2011
Questa voce raccoglie le informazioni riguardanti il Fulham Football Club nelle competizioni ufficiali della stagione 2010-2011.

## Rosa
| N. |                             | Ruolo | Calciatore              |
| -- | --------------------------- | ----- | ----------------------- |
| 1  | Australia (bandiera)        | P     | Mark Schwarzer          |
| 2  | Irlanda (bandiera)          | D     | Stephen Kelly           |
| 3  | Messico (bandiera)          | D     | Carlos Salcido          |
| 4  | Ghana (bandiera)            | D     | John Pantsil            |
| 5  | Norvegia (bandiera)         | D     | Brede Hangeland         |
| 6  | Irlanda del Nord (bandiera) | D     | Chris Baird             |
| 7  | Inghilterra (bandiera)      | C     | Steven Sidwell          |
| 8  | Inghilterra (bandiera)      | A     | Andrew Johnson          |
| 11 | Ungheria (bandiera)         | C     | Zoltán Gera             |
| 12 | Inghilterra (bandiera)      | P     | David Stockdale         |
| 13 | Inghilterra (bandiera)      | C     | Danny Murphy (capitano) |
| 14 | Svizzera (bandiera)         | D     | Philippe Senderos       |
| 15 | Senegal (bandiera)          | A     | Diomansy Kamara         |
| 16 | Irlanda (bandiera)          | C     | Damien Duff             |

| N. |                             | Ruolo | Calciatore                   |
| -- | --------------------------- | ----- | ---------------------------- |
| 17 | Norvegia (bandiera)         | C     | Bjørn Helge Riise            |
| 18 | Irlanda del Nord (bandiera) | D     | Aaron Hughes (vice capitano) |
| 19 | Svizzera (bandiera)         | P     | Pascal Zuberbühler           |
| 20 | Nigeria (bandiera)          | C     | Dickson Etuhu                |
| 22 | Islanda (bandiera)          | A     | Eiður Guðjohnsen             |
| 23 | Stati Uniti (bandiera)      | C     | Clint Dempsey                |
| 24 | Francia (bandiera)          | A     | Gaël Kakuta                  |
| 25 | Inghilterra (bandiera)      | A     | Bobby Zamora                 |
| 26 | Sudafrica (bandiera)        | C     | Kagisho Dikgacoi             |
| 27 | Inghilterra (bandiera)      | C     | Jonathan Greening            |
| 29 | Galles (bandiera)           | C     | Simon Davies                 |
| 30 | Belgio (bandiera)           | A     | Moussa Dembélé               |
| 32 | Algeria (bandiera)          | D     | Rafik Halliche               |
| 38 | Filippine (bandiera)        | P     | Neil Etheridge               |

### Premier League
| Newcastle 13 novembre 2010, ore 15:00 CEST 13ª giornata | Newcastle Utd | 0 – 0 referto | Fulham | St James' Park (44 686 spett.)\| Arbitro: \| Probert \| |
| Arbitro:                                                | Probert       |               |        |                                                         |